# Mayer Lambert
Pour les articles homonymes, voir Lambert.
Mayer Lambert, né le 23 décembre 1863 à Metz et mort le 30 octobre 1930 dans le 9e arrondissement de Paris, est un rabbin et orientaliste français.
Mayer Lambert est spécialiste de la langue arabe et de la philologie hébraïque, et est titulaire de la chaire d'hébreu à l'École pratique des hautes études, où il enseigne également le syriaque, l'araméen et la grammaire comparée des langues sémitiques. 
Traducteur des œuvres de Saadia Gaon (892-942), il participe également à la traduction de la Bible du Rabbinat sous la direction du grand-rabbin Zadoc Kahn.

## Biographie
Mayer Lambert, né à Metz le 23 décembre 1863, appartient à une famille de rabbins et d'intellectuels. Parmi ses ancêtres, il compte Elia Blin, rabbin à Worms au XVIe siècle ; Gerson Oulif Achkenazi, grand-rabbin de Metz au XVIIe siècle ; Aaron Worms (1754-1836), grand-rabbin de Metz ; son grand-père Lion Mayer Lambert (1787-1862), grand-rabbin de Metz et auteur d'une grammaire hébraïque. C'est pendant le mandat de Lion Mayer Lambert que l'on inaugure la synagogue consistoriale de Metz, le 30 août 1850, en présence de Marchand Ennery, grand rabbin du Consistoire central.
Après avoir obtenu son diplôme de rabbin au Séminaire israélite de France à Paris en 1886 puis une licence ès lettres en Sorbonne, Mayer Lambert se tourne vers l'enseignement de l'hébreu, du syriaque et de l'arabe, mais aussi de l'exégèse biblique et de la grammaire hébraïque ; ses maîtres sont Joseph Derenbourg pour l'arabe et Lazare Wogue pour l'hébreu. Il devient secrétaire puis président de la Société des études juives[Quand ?].
Mayer Lambert est notamment l'auteur d'une grammaire hébraïque, d'un glossaire hébreu-français et d'une traduction du Sefer Yetsirah.
Parmi ses élèves, Paul Joüon publie, à son tour, une grammaire hébraïque.
Mayer Lamber est marié à Jeanne Braun. Ensemble, le couple a a quatre enfants, dont Louise Lambert, née le 12 octobre 1893 à Paris, et déportée par le Convoi No. 81, en date du 30 juillet 1944, vers le Camp de Noé puis déportée vers Buchenwald, puis Ravensbrück, avec son époux Willy Herz, né le 21 février 1883 à Paris, son fils Bertrand Herz, puis déporté vers Buchenwald, puis Ravensbrück, avec son époux Willy Herz, né le 21 février 1883 à Paris, son fils Bertrand Herz, né le 24 avril 1930 dans le 18e arrondissement de Paris, survivant, et sa fille  Françoise Herz, née le 31 octobre 1924 à Paris, morte à Ravensbruck.[pas clair]
Il est l'oncle du compositeur Maurice Franck, de l'ophtalmologiste Suzanne Braun, épouse de Louis Vallon, et de Geneviève Zadoc-Kahn, professeur de piano et de musique et régisseuse des Musigrains.
Il meurt à Paris le 30 octobre 1930.

## Distinction
Le rabbin Mayer Lambert est nommé chevalier de l'ordre national de la Légion d'honneur le 23 janvier 1923. 

## Publications
Ouvrages
- Éléments de grammaire hébraïque (Paris, 1890)
- Une série de Qeré Ketib (ib. 1891)
- Commentaire sur le Livre de la Création par Saadia (ib. 1891)
- Arabic Version and Commentary to Proverbs, by Saadia (ib. 1894), en collaboration avec Joseph Derenbourg
- Premiers Éléments de grammaire hébraïque (ib. 1900)
- Glossaire Hébreu-Français, MS. 302 de la Bibliothèque nationale, en collaboration avec M. L. Brandin (1903)

Articles
Entre autres contributions à l'Univers israélite, à la Revue des études juives, au Journal asiatique ou à la Revue sémitique, Mayer Lambert a écrit : "Observations sur la théorie des formes nominales" (Journal asiatique, 1890) ; "L'Accent tonique en Hébreu" (R. E. J., 1892); "La Formation du pluriel en hébreu" (ib.) ; "L'Inscription d'Eryx" (Revue sémitique, 1893) ; "Le Vav conversif" (ib. 1895) ; "La Syntaxe de l'impératif hébreu" (ib. 1897) ; "L'Article dans la poésie hébraïque" (ib. 1898) ; "De l'accent en arabe" (Journal asiatique 1898) ; "Le Cantique de Moïse" (R. E. J., 1898) ; "Les Dates et les Âges dans la Bible" (ib. 1902).